# Bahnstrecke München–Treuchtlingen
| Abschnitt Ingolstadt–Treuchtlingen |                                                         |                                               |                                               |
| Streckennummer (DB): | 5501                                                    |                                               |                                               |
| Kursbuchstrecke (DB): | 900 (München–Ingolstadt) 990 (Ingolstadt–Treuchtlingen) |                                               |                                               |
| Kursbuchstrecke: | 413 (1946) 413p (Ingolstadt Hbf – Ingolstadt Nord 1946) |                                               |                                               |
| Streckenlänge: | 136,747 km                                              |                                               |                                               |
| Spurweite: | 1435 mm (Normalspur)                                    |                                               |                                               |
| Streckenklasse: | D4                                                      |                                               |                                               |
| Stromsystem: | 15 kV 16,7 Hz ~                                         |                                               |                                               |
| Minimaler Radius: | 542 m                                                   |                                               |                                               |
| Streckengeschwindigkeit: | 200 km/h                                                |                                               |                                               |
| Zugbeeinflussung: | PZB LZB (Obermenzing–Petershausen)                      |                                               |                                               |
| Zweigleisigkeit: | durchgehend                                             |                                               |                                               |
| |                                                         |                                               |                                               |
| \| \| 0,018 \| München Hbf \| 523 m \| \| \| 5,441 \| München Kanal (Abzw) \| München Kanal (Abzw) \| \| \| \| nach Regensburg Hbf \| \| \| \| \| nach München-Pasing Bbf \| \| \| \| \| von München-Laim Rbf \| \| \| \| 6,671 \| München-Obermenzing Abzw \| München-Obermenzing Abzw \| \| \| 7,610 \| München-Obermenzing (bis 2005) \| München-Obermenzing (bis 2005) \| \| \| 10,425 \| München-Allach \| 508 m \| \| \| \| nach München Nord Rbf \| \| \| \| \| München-Trudering–Steinwerk (Nordring) \| \| \| \| 13,752 \| von München Nord Rbf \| von München Nord Rbf \| \| \| 14,200 \| München-Karlsfeld \| München-Karlsfeld \| \| \| \| von München-Laim Pbf (S-Bahn) \| \| \| \| 17,800 \| Dachau Bahnhof \| Dachau Bahnhof \| \| \| \| nach Altomünster, nach Petershausen (S-Bahn) \| \| \| \| 18,519 \| Amper (53 m) \| Amper (53 m) \| \| \| 21,960 \| Walpertshofen (bis 2003) \| Walpertshofen (bis 2003) \| \| \| \| (Neutrassierung 2003) \| \| \| \| 23,718 \| Sietenbach (141 m) \| Sietenbach (141 m) \| \| \| 24,119 \| Talbrücke bei Reipertshofen (141 m) \| Talbrücke bei Reipertshofen (141 m) \| \| \| 25,000 \| \| \| \| \| 27,217 \| Röhrmoos \| 493 m \| \| \| 30,300 \| Esterhofen (bis 2003) \| Esterhofen (bis 2003) \| \| \| 34,845 \| Glonn (51 m) \| Glonn (51 m) \| \| \| \| von München-Laim Pbf (S-Bahn) \| \| \| \| 36,438 \| Petershausen (Oberbay) \| 469 m \| \| \| 40,182 \| Paindorf (ehem. Bf) \| Paindorf (ehem. Bf) \| \| \| 43,847 \| Reichertshausen (Ilm) \| 454 m \| \| \| 49,662 \| Pfaffenhofen (Ilm) \| 435 m \| \| \| 54,550 \| Uttenhofen (Üst) \| Uttenhofen (Üst) \| \| \| 55,420 \| Walkersbach \| Walkersbach \| \| \| \| \| \| \| \| 60,169 \| Rohrbach (Ilm) (bis 2000: Wolnzach Bahnhof) \| 420 m \| \| \| \| \| \| \| \| \| nach Mainburg \| \| \| \| \| nach Geisenfeld (bis 1988) \| \| \| \| 60,822 \| Ilm (25 m) \| Ilm (25 m) \| \| \| 66,210 \| Hög \| Hög \| \| \| 70,977 \| Paar (69 m) \| Paar (69 m) \| \| \| 72,370 \| Reichertshofen (Oberbay) (bis 2011) \| 373 m \| \| \| 72,913 \| Baar-Ebenhausen (seit 2011) \| 373 m \| \| \| \| Anschluss Ebenhausen-Werk \| \| \| \| 77,080 \| Oberstimm \| Oberstimm \| \| \| \| von Augsburg-Hochzoll \| \| \| \| \| von Regensburg Hbf \| \| \| \| 80,992 \| Ingolstadt Hbf \| 368 m \| \| \| \| nach Neuoffingen (bis 1994) \| \| \| \| 83,000 \| Ingolstadt Landesgartenschau (nur 1992) \| Ingolstadt Landesgartenschau (nur 1992) \| \| \| 83,277 \| Donau (Eisenbahnbrücke Ingolstadt, 185 m) \| Donau (Eisenbahnbrücke Ingolstadt, 185 m) \| \| \| 83,400 \| Ingolstadt Schlachthof \| Ingolstadt Schlachthof \| \| \| 84,296 \| Ingolstadt Nord \| Ingolstadt Nord \| \| \| \| nach Riedenburg \| \| \| \| \| nach Nürnberg-Reichswald (Schnellfahrstrecke) \| \| \| \| 87,042 \| Ingolstadt Audi (seit 2019) \| Ingolstadt Audi (seit 2019) \| \| \| 87,852 \| Ingolstadt Nord Ubf (Anschluss zum GVZ) \| Ingolstadt Nord Ubf (Anschluss zum GVZ) \| \| \| 90,015 \| Gaimersheim \| 387 m \| \| \| 94,173 \| Eitensheim (ehem. Bf) \| Eitensheim (ehem. Bf) \| \| \| 97,519 \| Tauberfeld \| 421 m \| \| \| 102,864 \| Adelschlag (ehem. Bf) \| Adelschlag (ehem. Bf) \| \| \| \| Ansschluss Schotterwerk \| \| \| \| 107,709 \| Eichstätt Bahnhof \| 425 m \| \| \| \| nach Beilngries \| \| \| \| 111,070 \| Obereichstätt (bis 1985) \| Obereichstätt (bis 1985) \| \| \| 117,992 \| Dollnstein (ehem. Bf) \| 401 m \| \| \| \| nach Rennertshofen \| \| \| \| 118,803 \| Altmühl (63 m) \| Altmühl (63 m) \| \| \| \| Hagenacker (Üst, Hilfsbetriebsstelle) \| \| \| \| 121,318 \| Esslingerbergtunnel (633 m) \| Esslingerbergtunnel (633 m) \| \| \| 122,046 \| Altmühl (56 m) \| Altmühl (56 m) \| \| \| 125,146 \| Solnhofen \| 408 m \| \| \| 127,218 \| Altmühl (63 m) \| Altmühl (63 m) \| \| \| 128,781 \| Altmühl (62 m) \| Altmühl (62 m) \| \| \| 128,880 \| Kirchberg-Tunnel (108 m) \| Kirchberg-Tunnel (108 m) \| \| \| 129,400 \| Anst Plastal \| Anst Plastal \| \| \| 130,342 \| Pappenheim (ehem. Bf) \| Pappenheim (ehem. Bf) \| \| \| 132,173 \| Altmühl (90 m) \| Altmühl (90 m) \| \| \| 133,291 \| Altmühl (109 m) \| Altmühl (109 m) \| \| \| 135,285 \| Möhrenbach (53 m) \| Möhrenbach (53 m) \| \| \| \| von Donauwörth \| \| \| \| 136,765 \| Treuchtlingen \| 420 m \| \| \| \| nach Nürnberg Hbf \| \| \| \| \| nach Würzburg Hbf \| \| \| \| \| \| \| \| Quellen: [1][2][3][4][5][6] \| \| \| \| |                                                         |                                               |                                               |
| Kopfbahnhof Streckenanfang | 0,018                                                   | München Hbf                                   | 523 m                                         |
| Blockstelle | 5,441                                                   | München Kanal (Abzw)                          | München Kanal (Abzw)                          |
| Abzweig geradeaus und nach rechts |                                                         | nach Regensburg Hbf                           | nach Regensburg Hbf                           |
| Abzweig geradeaus und nach links |                                                         | nach München-Pasing Bbf                       | nach München-Pasing Bbf                       |
| Abzweig geradeaus und von rechts |                                                         | von München-Laim Rbf                          | von München-Laim Rbf                          |
| Blockstelle | 6,671                                                   | München-Obermenzing Abzw                      | München-Obermenzing Abzw                      |
| ehemaliger Bahnhof | 7,610                                                   | München-Obermenzing (bis 2005)                | München-Obermenzing (bis 2005)                |
| Dienststation / Betriebs- oder Güterbahnhof | 10,425                                                  | München-Allach                                | 508 m                                         |
| Abzweig geradeaus und nach rechts |                                                         | nach München Nord Rbf                         | nach München Nord Rbf                         |
| Kreuzung geradeaus unten |                                                         | München-Trudering–Steinwerk (Nordring)        | München-Trudering–Steinwerk (Nordring)        |
| Abzweig geradeaus und von rechts | 13,752                                                  | von München Nord Rbf                          | von München Nord Rbf                          |
| Dienststation / Betriebs- oder Güterbahnhof | 14,200                                                  | München-Karlsfeld                             | München-Karlsfeld                             |
| Abzweig geradeaus und von links |                                                         | von München-Laim Pbf (S-Bahn)                 | von München-Laim Pbf (S-Bahn)                 |
| Bahnhof | 17,800                                                  | Dachau Bahnhof                                | Dachau Bahnhof                                |
| Abzweig geradeaus und nach links |                                                         | nach Altomünster, nach Petershausen (S-Bahn)  | nach Altomünster, nach Petershausen (S-Bahn)  |
| Brücke über Wasserlauf | 18,519                                                  | Amper (53 m)                                  | Amper (53 m)                                  |
| ehemaliger Bahnhof | 21,960                                                  | Walpertshofen (bis 2003)                      | Walpertshofen (bis 2003)                      |
| Verschwenkung von links · Verschwenkung von rechts (Strecke außer Betrieb) |                                                         | (Neutrassierung 2003)                         | (Neutrassierung 2003)                         |
| Brücke über Wasserlauf · Brücke über Wasserlauf (Strecke außer Betrieb) | 23,718                                                  | Sietenbach (141 m)                            | Sietenbach (141 m)                            |
| Brücke · Strecke (außer Betrieb) | 24,119                                                  | Talbrücke bei Reipertshofen (141 m)           | Talbrücke bei Reipertshofen (141 m)           |
| Verschwenkung nach links · Verschwenkung nach rechts (Strecke außer Betrieb) | 25,000                                                  |                                               |                                               |
| Dienststation / Betriebs- oder Güterbahnhof | 27,217                                                  | Röhrmoos                                      | 493 m                                         |
| ehemaliger Bahnhof | 30,300                                                  | Esterhofen (bis 2003)                         | Esterhofen (bis 2003)                         |
| Brücke über Wasserlauf | 34,845                                                  | Glonn (51 m)                                  | Glonn (51 m)                                  |
| Abzweig geradeaus und von links |                                                         | von München-Laim Pbf (S-Bahn)                 | von München-Laim Pbf (S-Bahn)                 |
| Bahnhof | 36,438                                                  | Petershausen (Oberbay)                        | 469 m                                         |
| Haltepunkt / Haltestelle | 40,182                                                  | Paindorf (ehem. Bf)                           | Paindorf (ehem. Bf)                           |
| Bahnhof | 43,847                                                  | Reichertshausen (Ilm)                         | 454 m                                         |
| Bahnhof | 49,662                                                  | Pfaffenhofen (Ilm)                            | 435 m                                         |
| Blockstelle | 54,550                                                  | Uttenhofen (Üst)                              | Uttenhofen (Üst)                              |
| ehemaliger Bahnhof | 55,420                                                  | Walkersbach                                   | Walkersbach                                   |
| |                                                         |                                               |                                               |
| Bahnhof | 60,169                                                  | Rohrbach (Ilm) (bis 2000: Wolnzach Bahnhof)   | 420 m                                         |
| |                                                         |                                               |                                               |
| Abzweig geradeaus und nach rechts |                                                         | nach Mainburg                                 | nach Mainburg                                 |
| Abzweig geradeaus und ehemals nach rechts |                                                         | nach Geisenfeld (bis 1988)                    | nach Geisenfeld (bis 1988)                    |
| Brücke über Wasserlauf | 60,822                                                  | Ilm (25 m)                                    | Ilm (25 m)                                    |
| ehemaliger Bahnhof | 66,210                                                  | Hög                                           | Hög                                           |
| Brücke über Wasserlauf | 70,977                                                  | Paar (69 m)                                   | Paar (69 m)                                   |
| ehemaliger Bahnhof | 72,370                                                  | Reichertshofen (Oberbay) (bis 2011)           | 373 m                                         |
| Bahnhof | 72,913                                                  | Baar-Ebenhausen (seit 2011)                   | 373 m                                         |
| Abzweig geradeaus und nach rechts |                                                         | Anschluss Ebenhausen-Werk                     | Anschluss Ebenhausen-Werk                     |
| ehemaliger Bahnhof | 77,080                                                  | Oberstimm                                     | Oberstimm                                     |
| Abzweig geradeaus und von links |                                                         | von Augsburg-Hochzoll                         | von Augsburg-Hochzoll                         |
| Abzweig geradeaus und von rechts |                                                         | von Regensburg Hbf                            | von Regensburg Hbf                            |
| Bahnhof | 80,992                                                  | Ingolstadt Hbf                                | 368 m                                         |
| Abzweig geradeaus und ehemals nach links |                                                         | nach Neuoffingen (bis 1994)                   | nach Neuoffingen (bis 1994)                   |
| ehemaliger Haltepunkt / Haltestelle | 83,000                                                  | Ingolstadt Landesgartenschau (nur 1992)       | Ingolstadt Landesgartenschau (nur 1992)       |
| Brücke über Wasserlauf | 83,277                                                  | Donau (Eisenbahnbrücke Ingolstadt, 185 m)     | Donau (Eisenbahnbrücke Ingolstadt, 185 m)     |
| ehemaliger Haltepunkt / Haltestelle | 83,400                                                  | Ingolstadt Schlachthof                        | Ingolstadt Schlachthof                        |
| Bahnhof | 84,296                                                  | Ingolstadt Nord                               | Ingolstadt Nord                               |
| Abzweig geradeaus und nach rechts |                                                         | nach Riedenburg                               | nach Riedenburg                               |
| Abzweig geradeaus und nach rechts |                                                         | nach Nürnberg-Reichswald (Schnellfahrstrecke) | nach Nürnberg-Reichswald (Schnellfahrstrecke) |
| Haltepunkt / Haltestelle | 87,042                                                  | Ingolstadt Audi (seit 2019)                   | Ingolstadt Audi (seit 2019)                   |
| Dienststation / Betriebs- oder Güterbahnhof | 87,852                                                  | Ingolstadt Nord Ubf (Anschluss zum GVZ)       | Ingolstadt Nord Ubf (Anschluss zum GVZ)       |
| Bahnhof | 90,015                                                  | Gaimersheim                                   | 387 m                                         |
| Haltepunkt / Haltestelle | 94,173                                                  | Eitensheim (ehem. Bf)                         | Eitensheim (ehem. Bf)                         |
| Bahnhof | 97,519                                                  | Tauberfeld                                    | 421 m                                         |
| Haltepunkt / Haltestelle, ehemals Bahnhof | 102,864                                                 | Adelschlag (ehem. Bf)                         | Adelschlag (ehem. Bf)                         |
| Abzweig geradeaus und ehemals von rechts |                                                         | Ansschluss Schotterwerk                       | Ansschluss Schotterwerk                       |
| Bahnhof | 107,709                                                 | Eichstätt Bahnhof                             | 425 m                                         |
| Abzweig geradeaus und nach rechts |                                                         | nach Beilngries                               | nach Beilngries                               |
| ehemaliger Haltepunkt / Haltestelle | 111,070                                                 | Obereichstätt (bis 1985)                      | Obereichstätt (bis 1985)                      |
| Haltepunkt / Haltestelle, ehemals Bahnhof | 117,992                                                 | Dollnstein (ehem. Bf)                         | 401 m                                         |
| Abzweig geradeaus und ehemals nach links |                                                         | nach Rennertshofen                            | nach Rennertshofen                            |
| Brücke über Wasserlauf | 118,803                                                 | Altmühl (63 m)                                | Altmühl (63 m)                                |
| ehemalige Blockstelle |                                                         | Hagenacker (Üst, Hilfsbetriebsstelle)         | Hagenacker (Üst, Hilfsbetriebsstelle)         |
| Tunnel | 121,318                                                 | Esslingerbergtunnel (633 m)                   | Esslingerbergtunnel (633 m)                   |
| Brücke über Wasserlauf | 122,046                                                 | Altmühl (56 m)                                | Altmühl (56 m)                                |
| Bahnhof | 125,146                                                 | Solnhofen                                     | 408 m                                         |
| Brücke über Wasserlauf | 127,218                                                 | Altmühl (63 m)                                | Altmühl (63 m)                                |
| Brücke über Wasserlauf | 128,781                                                 | Altmühl (62 m)                                | Altmühl (62 m)                                |
| Tunnel | 128,880                                                 | Kirchberg-Tunnel (108 m)                      | Kirchberg-Tunnel (108 m)                      |
| Abzweig geradeaus und ehemals nach links | 129,400                                                 | Anst Plastal                                  | Anst Plastal                                  |
| Haltepunkt / Haltestelle, ehemals Bahnhof | 130,342                                                 | Pappenheim (ehem. Bf)                         | Pappenheim (ehem. Bf)                         |
| Brücke über Wasserlauf | 132,173                                                 | Altmühl (90 m)                                | Altmühl (90 m)                                |
| Brücke über Wasserlauf | 133,291                                                 | Altmühl (109 m)                               | Altmühl (109 m)                               |
| Brücke über Wasserlauf | 135,285                                                 | Möhrenbach (53 m)                             | Möhrenbach (53 m)                             |
| Abzweig geradeaus und von links |                                                         | von Donauwörth                                | von Donauwörth                                |
| Bahnhof | 136,765                                                 | Treuchtlingen                                 | 420 m                                         |
| Abzweig geradeaus und nach rechts |                                                         | nach Nürnberg Hbf                             | nach Nürnberg Hbf                             |
| Strecke |                                                         | nach Würzburg Hbf                             | nach Würzburg Hbf                             |
| |                                                         |                                               |                                               |
| Quellen: |                                                         |                                               |                                               |

Die Bahnstrecke München–Treuchtlingen ist eine zweigleisige, elektrifizierte Hauptbahn in Bayern. Sie führt von München über Ingolstadt nach Treuchtlingen. Wegen ihrer Trassierung durch das Altmühltal ab Eichstätt ist die Strecke auch als Altmühltalbahn oder Altmühlbahn bekannt.
Als Teil der Neu- und Ausbaustrecke Nürnberg–Ingolstadt–München wird der Abschnitt München–Ingolstadt sukzessive für eine Streckengeschwindigkeit von bis zu 200 km/h ausgebaut.

## Geschichte

### Erste Ideen und Streckenvorschläge
Der Politiker und Wirtschaftswissenschaftler Friedrich List stellte bereits 1833 in seinem Vorschlag eines deutschlandweiten Eisenbahnnetzes eine Altmühlbahn als direkte Verbindung von München über Ingolstadt nach Nürnberg vor. 25 Jahre später wurden die Pläne durch den Magistrat von Eichstätt aufgegriffen, allen voran Bürgermeister Fehlner. Man versprach sich wirtschaftlichen Aufschwung durch den Güterverkehr, insbesondere für die Steinbrüche um Solnhofen und Eichstätt sowie die dortigen Hüttenwerke. Zusammen mit den anderen Gemeinden und Firmen entlang der geplanten Strecke gründete man daher ein Komitee zum Bau der Altmühlbahn und wurde mehrfach bei König Ludwig I. vorstellig.
Erst als die Stadt Ansbach eine Pachtbahn von Ansbach nach Gunzenhausen baute, wo Anschluss an die Ludwig-Süd-Nord-Bahn Lindau–Hof bestand, und diese schließlich nach Treuchtlingen verlängert wurde, konnte sich das Komitee durchsetzen. Streitpunkte waren zu diesem Zeitpunkt noch die Anbindung Eichstätts an die Bahn sowie die weitere Trassierung nach Pleinfeld und Gunzenhausen. Man umging Eichstätt und verband es mit einer Stichbahn an die Hauptstrecke. Der „königlich functionierende Oberingenieur“ Balbier untersuchte in der Folge mehrere Streckenvarianten, man entschloss sich schließlich, weitgehend dem Tal der Altmühl zu folgen und in Treuchtlingen die Strecken nach Gunzenhausen und Pleinfeld zu trennen. Am 24. September 1863 entschied der Landtag positiv, am 5. Oktober 1863 unterzeichnete König Maximilian II. ein Gesetz unter anderem zum Bau der Strecke München–Treuchtlingen sowie die daran anschließenden Strecken nach Pleinfeld und nach Gunzenhausen.

### Errichtung und Inbetriebnahme
Der Streckenabschnitt zwischen München und Ingolstadt wurde ab Ende 1865 gebaut und am 14. November 1867 feierlich eröffnet. Mit dem Bau des Abschnitts Ingolstadt–Treuchtlingen wurde offiziell am 11. November 1867 begonnen, die Eröffnung fand am 12. April 1870 durch die Bayerischen Staats-Eisenbahnen statt.
Die Strecke wurde zunächst eingleisig mit zweigleisig ausgelegtem Unterbau gebaut.

### Zweigleisiger Ausbau und Elektrifizierung
Mit steigendem Verkehr sowie als Folge des Eisenbahnunfalls von Röhrmoos vom 6. Juli 1889 wurde die Strecke von 1889 bis 1892 zweigleisig ausgebaut. Die dafür nötigen Geldmittel dafür gewährte das Gesetz vom 8. Dezember 1889. Die Inbetriebnahme des zweiten Streckengleises erfolgte abschnittsweise am 3. August von Allach bis Dachau, am 17. August bis Röhrmoos, am 3. September bis Petershausen, am 4. September bis Pfaffenhofen, am 7. April 1892 bis Wolnzach, am 23. Juni bis Reichertshofen, am 18. Juli bis Ingolstadt, am 9. Juli zwischen München und Allach und bis zum 4. August 1892 die restliche Strecke zwischen Ingolstadt nach Treuchtlingen.
Nach der 1935 abgeschlossenen Elektrifizierung der Verbindung Augsburg–Nürnberg sollte auch die Bahnstrecke München–Treuchtlingen bis München auf elektrischen Zugbetrieb umgebaut werden. Aufgrund des Zweiten Weltkrieges realisierte die Deutsche Reichsbahn jedoch nur bis zum 1. Juni 1934 den Abschnitt München–Dachau. Nach dem Krieg sah die Deutsche Bundesbahn höhere Prioritäten für die Strecke Passau–Nürnberg–Frankfurt, weswegen die Altmühlbahn erst Anfang der 1960er Jahre vollständig elektrifiziert wurde. Am 5. Mai 1960 wurde der elektrische Zugbetrieb bis Ingolstadt und Fahrplanwechsel am 27. Mai 1962 bis Treuchtlingen aufgenommen.

### Neu- und Ausbaustrecke Nürnberg–Ingolstadt–München
In den 1990er Jahren war die Strecke durchgängig zweigleisig (bis München-Allach dreigleisig) und mit bis zu 160 km/h befahrbar. Die Trassierung des 19. Jahrhunderts erforderte bei einem minimalen Kurvenradius von 3000 bayerischen Fuß (876 Meter, Kurve Reichertshofen 814 Meter) an zahlreichen Stellen dabei Geschwindigkeitseinschränkungen auf bis zu 110 km/h. Neben dem Personen-Fern- und Regional- sowie Güterverkehr nutzte auch die S-Bahn München die Strecke im Abschnitt Petershausen–München.
Der südliche Streckenabschnitt München–Ingolstadt wird im Rahmen des Projekts Neu- und Ausbaustrecke Nürnberg–Ingolstadt–München ausgebaut und für höhere Fahrgeschwindigkeiten ertüchtigt.

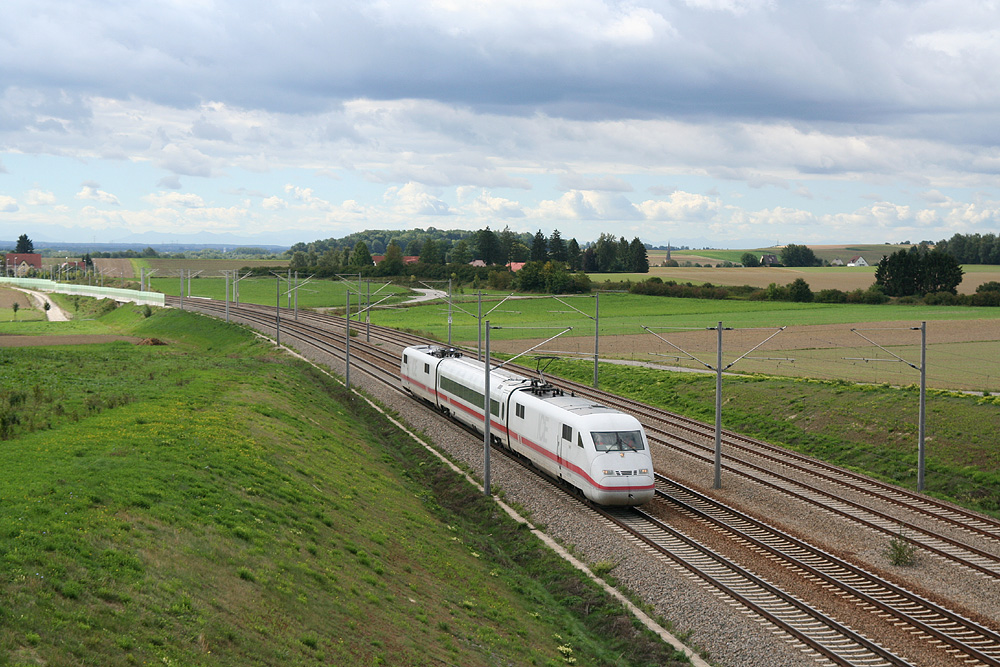
Ausbaustrecke bei Hebertshausen mit ICE S auf Messfahrt (September 2006)

Nach dem Planungsstand von 1994 waren Linienverbesserungen mit einer Gesamtlänge von 37 Kilometern vorgesehen, zumeist mit Abrückungen von deutlich unter 50 Meter. 2002 begann eine Modernisierung der Strecke. Bis 2005 sollten rund 50 Millionen Euro investiert werden.
Die Strecke wurde in drei Abschnitte eingeteilt.

#### Abschnitt Süd (München–Petershausen)
Seit dem 10. Dezember 2006 kann auf dem 29 Kilometer langen Abschnitt zwischen Obermenzing und Petershausen eine Geschwindigkeit von 200 km/h erreicht werden. Der Rest der Strecke wird überwiegend mit 160 km/h befahren, lediglich zwischen München Hauptbahnhof und Obermenzing (bis 120 km/h) und in Pfaffenhofen (150 km/h) ist die Höchstgeschwindigkeit herabgesetzt. Damit war eine Fahrzeit zwischen München Hauptbahnhof und Ingolstadt Hbf von 35 Minuten möglich.
Zwischen München-Obermenzing und Dachau konnte die Strecke ohne Linienverbesserungen für 200 km/h ausgebaut werden.
Im Schnellfahrabschnitt wurden die Bogenradien auf mindestens 1548 Meter aufgeweitet bei einer maximalen Überhöhung von 160 Millimeter und einem Überhöhungsfehlbetrag von bis zu 150 Millimeter. An vielen Stellen reichte dabei ein Verschieben der Gleise um einige Meter aus. Eine Neutrassierung war lediglich nördlich von Hebertshausen erforderlich. Die Trasse wurden dabei auf einer Länge von rund 4,5 Kilometern um rund 800 Meter nach Osten verschoben. Der Ortsteil Unterweilbach wird damit seit April 2003 nicht mehr westlich, sondern östlich umfahren. Im Schnellfahrabschnitt wurden über 50 Kreuzungsbauwerke um- bzw. neugebaut. Umfassende Änderungen waren auch an den Bahnhöfen entlang der Strecke erforderlich; unter anderem wurden Bahnsteige mit einer Länge von 275 Metern errichtet. Der Ausbau erfolgte weitgehend bei laufendem Betrieb. Insgesamt wurden 14 niveaugleiche Wegübergänge beseitigt.
Zwischen München und Petershausen wurden im Rahmen des Streckenausbaus eine eigene parallele Strecke für den Münchner S-Bahn-Verkehr gebaut. Der Abschnitt zwischen Dachau Nord und Petershausen wurde am 21. April 2003, die Gesamtstrecke am 11. Dezember 2005 in Betrieb genommen. Durch die Trennung von S- und Fernbahn kann seitdem zur Hauptverkehrszeit bis Dachau ein 10-Minuten-Takt gefahren werden. Ferner wurden die Stationen modernisiert, insbesondere barrierefrei gestaltet und die Park-and-ride-Anlagen vergrößert.
Die bauausführende Bietergemeinschaft um das Unternehmen GP Günter Papenburg stand im Verdacht, ein konkurrierendes Unternehmen durch Insiderinformationen über dessen Angebot gezielt knapp unterboten zu haben. Der Auftrag zum Ausbau der Strecke zwischen München und dem Landkreis Dachau wurde 2002 über 260 Millionen Euro vergeben. Die Münchner Staatsanwaltschaft ermittelt. (Stand: März 2010)

#### Abschnitt Mitte (Petershausen–Rohrbach)
Der Abschnitt Mitte (Petershausen–Rohrbach, km 38,2 bis 61,1) soll für 190 km/h ausgebaut werden. Dies gilt auch für den Bereich der Kurve Reichertshofen, welcher mit einer Höchstgeschwindigkeit von 120 km/h der am langsamsten befahrene Abschnitt der Strecke war. Der Ausbau zwischen Petershausen und Pfaffenhofen wurde Mitte Juli 2014 abgeschlossen.
Die Fahrzeit im Fernverkehr soll um drei Minuten reduziert werden. Die Bauarbeiten begannen Mitte Juni 2011. Aufgrund von nicht ausreichend vorhandenen Planungsressourcen für das neue Zugsicherungssystem European Train Control System verzögerte sich der Endausbau auf unbestimmte Zeit. Unter anderem wurde der Bahnhof Pfaffenhofen in den Jahren 2020 und 2021 umgebaut. Restarbeiten folgen bis ins zweite Quartal 2022. Die Planungs- und Baukosten für den Endausbau wurden Anfang 2018 mit 234 Millionen Euro angegeben. Der ETCS-Ausbau, der zur Realisierung der höheren Geschwindigkeiten notwendig ist, hätte bis 2023 erfolgen sollen. Stattdessen wurde 2024 Kabeltiefbau für eine LZB-Erweiterung auf diesen Abschnitt ausgeschrieben. Die Fertigstellung ist für Frühjahr 2026 geplant.

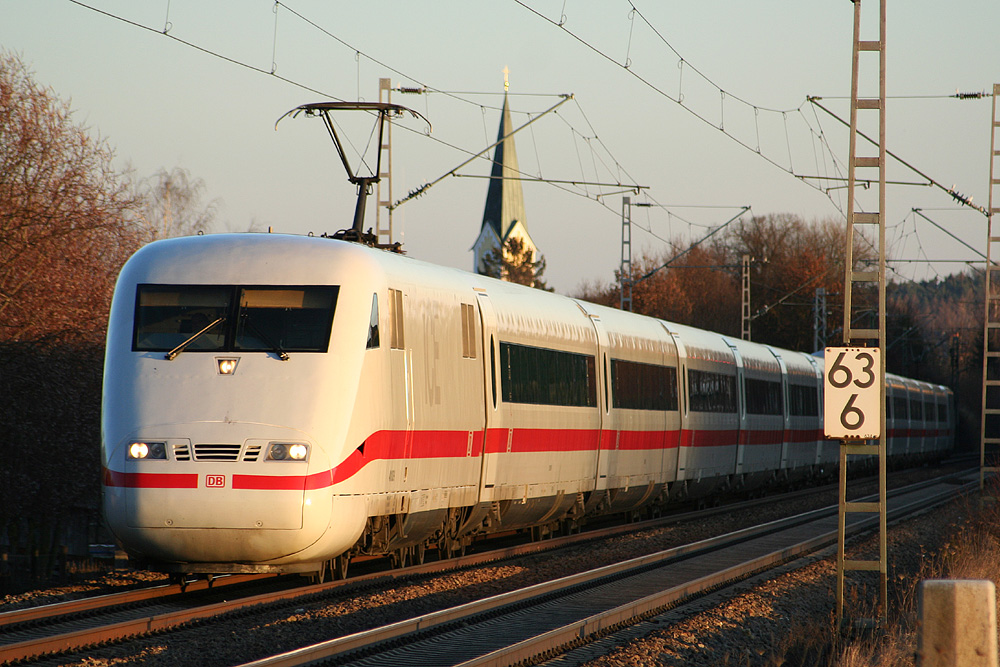
ICE 1 auf dem nicht ausgebauten Teil der Strecke München–Ingolstadt bei Fahlenbach (2007)

Die bereits seit wenigstens 1999 vorgesehene Entwurfsgeschwindigkeit von 190 km/h ergibt sich aus wirtschaftlichen Erwägungen. Eine ursprünglich vorgesehene Option für einen Komplettausbau für Tempo 200 besteht nicht mehr.
Die Ertüchtigung des Abschnitts Mitte erfolgte unter rollendem Rad in den einzelnen Abschnitten:
- Reichertshausen – Pfaffenhofen 2012
- Pfaffenhofen – Uttenhofen 2013
- Uttenhofen – Rohrbach 2014

#### Abschnitt Nord (Rohrbach–Ingolstadt)
Im Rahmen des Ausbaus wurde ab Frühjahr 2000 bis Dezember 2006 der Abschnitt von Rohrbach bis Ingolstadt für 160 km/h ausgebaut. Von 1999 bis 2001 erfolgte für den Neubau eines dritten Gleises zwischen dem Hauptbahnhof Ingolstadt und dem Bahnhof Ingolstadt Nord der Bau einer weiteren Donaubrücke. Am 18. Juni 2010 wurde der symbolische Baubeginn für den Ausbau des Abschnitts Ingolstadt–Petershausen gefeiert. Dabei waren Linienverbesserungen im Umfang von 7,95 Kilometer vorgesehen, auf 5,15 Kilometer eine Ertüchtigung von Erdbauwerken und die Herstellung notwendiger Querschnitte. Die Fertigstellung des Gesamtprojekts, das 20 Bauzustände umfasst, war für 2014 geplant. In beide Abschnitte werden insgesamt rund 200 Millionen Euro Eigenmittel der Deutschen Bahn investiert. Ohne den Ausbau müsste die Deutsche Bahn EU-Mittel für das Gesamtprojekt zurückzahlen. Im Zuge dieser Arbeiten wurde der Bahnhof Reichertshofen etwa 500 m nördlich des bisherigen Standorts als Bahnhof Baar-Ebenhausen neu errichtet. Die neue Station ging im Juli 2011 zusammen mit einem neuen Trassenabschnitt in Betrieb. Im neuen Bahnhof sind im Gegensatz zum alten Bahnhof Reichertshofen alle Hauptgleise durchgehend. Am bisherigen Bahnhof soll die Zahl der Nebengleise unverändert bleiben.
Die Ertüchtigung des Abschnitts Nord erfolgte unter rollendem Rad in den einzelnen Abschnitten:
- Neubau des Bahnhofs Baar-Ebenhausen 2010–2011
- Linienverbesserung Reichertshofen 2011–2014
- Petershausen – Reichertshofen 2013

#### Überlasteter Schienenweg
Der Abschnitt München Hbf – Ingolstadt Hbf wird voraussichtlich 2024[veraltet] zusammen mit München Hauptbahnhof zum überlasteten Schienenweg erklärt.

#### Deutschlandtakt
Im dritten Gutachterentwurf des Deutschlandtakts ist ein viergleisiger Ausbau zwischen Ingolstadt und Petershausen unterstellt. Dafür sind, zum Preisstand von 2015, Investitionen von 973 Millionen Euro vorgesehen. Für 454 Millionen Euro soll ein drittes Gleis zwischen München Hauptbahnhof und Dachau entstehen, in Petershausen für weitere 42 Millionen zwei Überholgleise für den Güterverkehr.
Im Juli 2022 wurden Ideen der Deutschen Bahn für eine neue Schnellfahrstrecke zwischen München und Ingolstadt mit einer Fahrtzeit von 25 Minuten und einem Abzweig von dieser zu einem neuen Flughafenbahnhof am Flughafen München bekannt. Die Kosten für dieses Projekt wurden auf rund fünf Milliarden Euro, der volkswirtschaftliche Nutzen auf 7,1 Milliarden Euro geschätzt. Eine solche Strecke ist auch in einem seit Mai 2025 vorliegenden, vertraulichen Entwurf für die Fortschreibung des D-Takt-Zielfahrplans enthalten.

### Projekt Bahnausbau Region München
Im Rahmen des vom Bayerischen Staatsministerium für Wohnen, Bau und Verkehr angestoßenen Projektes „Bahnausbau Region München“ wurden mehrere Verbesserungsvorschläge untersucht. So sieht das Gutachten die Vorgeschlagenen Punkte des Ausbaus der S2 West zwischen Dachau und Petershausen sowie die Weiterführung bis Pfaffenhofen im Rahmen des Express-S-Bahnnetzes als sehr positiv. Außerdem soll zwischen Laim und Obermenzing ein zusätzlicher S-Bahnhalt Berduxstraße eröffnet werden, was auch sehr positiv aufgenommen wird.

## Streckenbeschreibung

### Verlauf

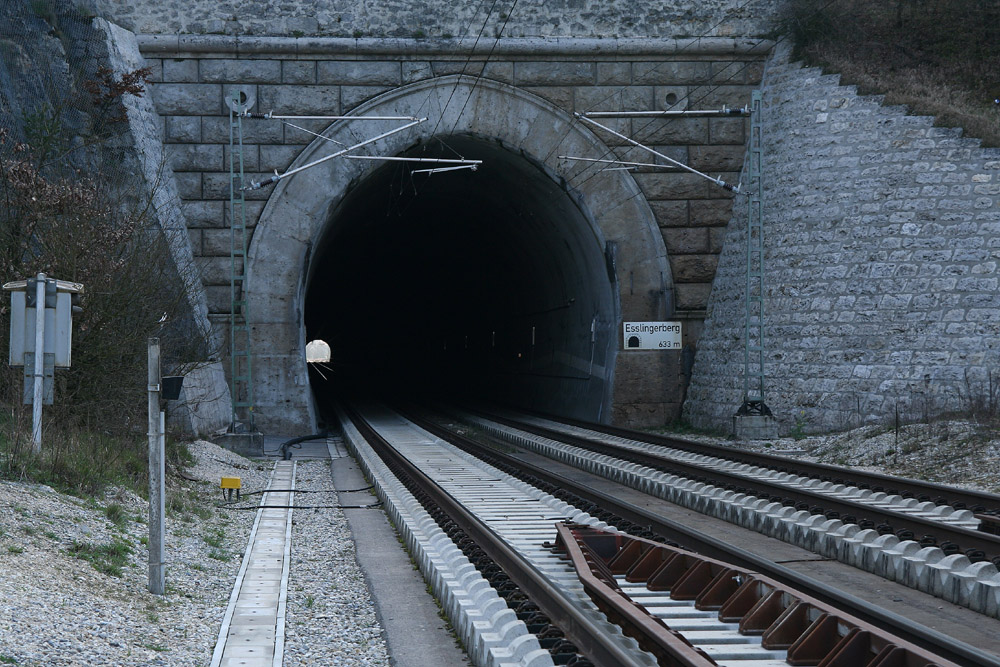
Der Tunnel Esslingerberg mit Fester Fahrbahn (2007)

Die Strecke verlässt den Münchner Hauptbahnhof zunächst in westlicher Richtung und schwenkt dann in nördliche Richtung. Verbindungskurven binden bei Allach den Rangierbahnhof München Nord an die Strecke an. Im folgenden Schnellfahrabschnitt verläuft die Strecke in weiten Bögen ab dem Eintritt ins Donau-Isar-Hügelland bei Dachau direkt nordwärts. Hinter Petershausen schwenkt die Trasse ins Ilmtal ein und folgt diesem mit teils engeren Bögen bis Rohrbach. Zwischen Rohrbach und Reichertshofen wird der Geländerücken zum Paartal durchschnitten, in nordwestlicher Richtung führt die Trasse dann in der Donauniederung weiter nach Ingolstadt.
Von Ingolstadt steigt die Strecke den Fränkischen Jura hinan zumeist in nordwestlicher Richtung, um dann ab Adelschlag bis Eichstätt Bahnhof am Rande des Eichstätter Ortsteils Wasserzell ins Altmühltal zu fallen. Ein 5,1 km langer, nicht elektrifizierter Rest der Bahnstrecke Eichstätt–Beilngries bindet als Stichbahn den in Eichstätt gelegenen Bahnhof Eichstätt Stadt an die Hauptbahn an. Von Eichstätt Bahnhof an verläuft die Strecke weitgehend im Altmühltal. Aufgrund der dem Wasserlauf angepassten Streckenführung im teils engen Tal gestaltet sich hier der Verlauf der Strecke kurvenreich. So liegen etwa zwischen Eichstätt Bahnhof und Dollnstein zwei Kehren mit fast 180°. Ebenso musste oft die Altmühl überquert werden, wobei zur Vermeidung von unnötigen Brücken auch teilweise kurzerhand der Fluss umgeleitet oder Einschnitte in die Felsen gesprengt wurden. Zwei Tunnel, der Kirchberg-Tunnel bei Zimmern sowie der Esslingerberg-Tunnel bei Eßlingen, sowie ein Einschnitt durch einen Ausläufer des Perlachberges bei Treuchtlingen kürzen zudem Schleifen der Altmühl ab. Kurz vor dem Bahnhof Treuchtlingen wird zudem der Möhrenbach mit einer Blechträgerbrücke überquert, die in ihrer Ausführung und Größe den vielen Altmühlbrücken gleicht.

### Betriebsstellen

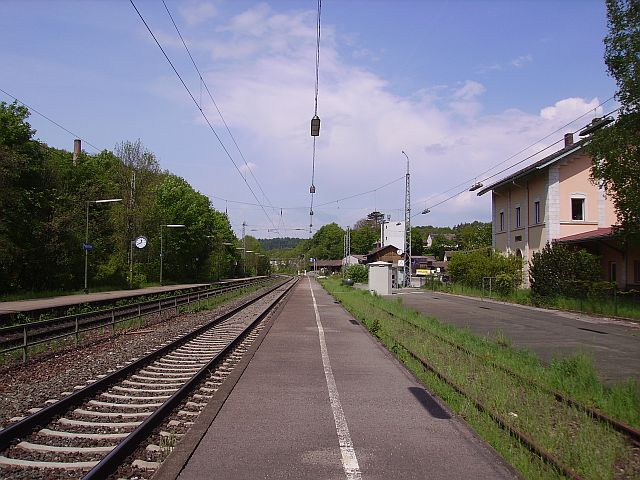
Bahnhof Pappenheim (2009)

Bahnhof Treuchtlingen (2006)

#### Ingolstadt Audi
Am 21. Juli 2016 wurde der Vertrag zur Realisierung des Haltepunkts Ingolstadt Audi unterzeichnet. Der neue Halt am Audi-Werksgelände soll sowohl den Beschäftigten des Audi-Werks als auch den Besuchern der Landesgartenschau 2020 dienen. Laut Angaben der Deutschen Bahn sei der Halt unter den seit der Bahnreform verwirklichten mehr als 60 neuen Halten außerhalb der S-Bahn-Netze derjenige mit dem größten Potential. Die Bauarbeiten begannen im März 2018. Der 15 Millionen Euro teure Halt wurde am 2. Dezember 2019 eröffnet. Täglich sollen 40 Regionalzüge halten. Täglich werden 3000 Fahrgäste erwartet.

#### Eichstätt Bahnhof
In Eichstätt Bahnhof wird in Kooperation zwischen DB Cargo und dem staatlichen Forstamt seit einigen Jahren wieder ein Ladegleis zur Holzverladung betrieben.

#### Solnhofen
Der Bahnhof Solnhofen wurde ebenfalls bei Streckeneröffnung im Jahr 1870 in Betrieb genommen. Er besitzt zwei durchgehende Hauptgleise und ein Überholgleis. Seit der Bahnprivatisierung ist der Bahnhof an einen Investor verkauft und durch die DB zurückgemietet. Um Kosten zu sparen, sind der Warteraum und der Fahrkartenschalter geschlossen. Stattdessen gibt es im Außenbereich einen Fahrscheinautomaten. Der Bahnhof ist nach wie vor durch einen Fahrdienstleiter besetzt sowie mit einer Bahnsteigsperre versehen, welche von diesem bei Reisezughalten geöffnet wird, weil beim Zugang zu Gleis 2 das Gleis 1 überquert werden muss. 50 m entfernt befindet sich das Bürgermeister-Müller-Museum.

#### Pappenheim
Die Station Pappenheim besteht seit der Streckeneröffnung im Jahr 1870. Heute ist der ehemalige Bahnhof zu einem Haltepunkt zurückgebaut; das ehemalige Bahnhofsgebäude befindet sich in Privatbesitz.

#### Treuchtlingen
Der Bahnhof Treuchtlingen ist Knotenpunkt der Strecken Würzburg–Treuchtlingen, Treuchtlingen–Ingolstadt–München, Donauwörth–Treuchtlingen und Treuchtlingen–Nürnberg.
Er wurde 1869 in Betrieb genommen. Neben dem Bahnbetriebswerk bestanden früher 20 Gleise, die heute teilweise zurückgebaut sind. In Zukunft soll er zum Hinterstellbahnhof Ingolstadts ausgebaut werden.

### Streckenausrüstung

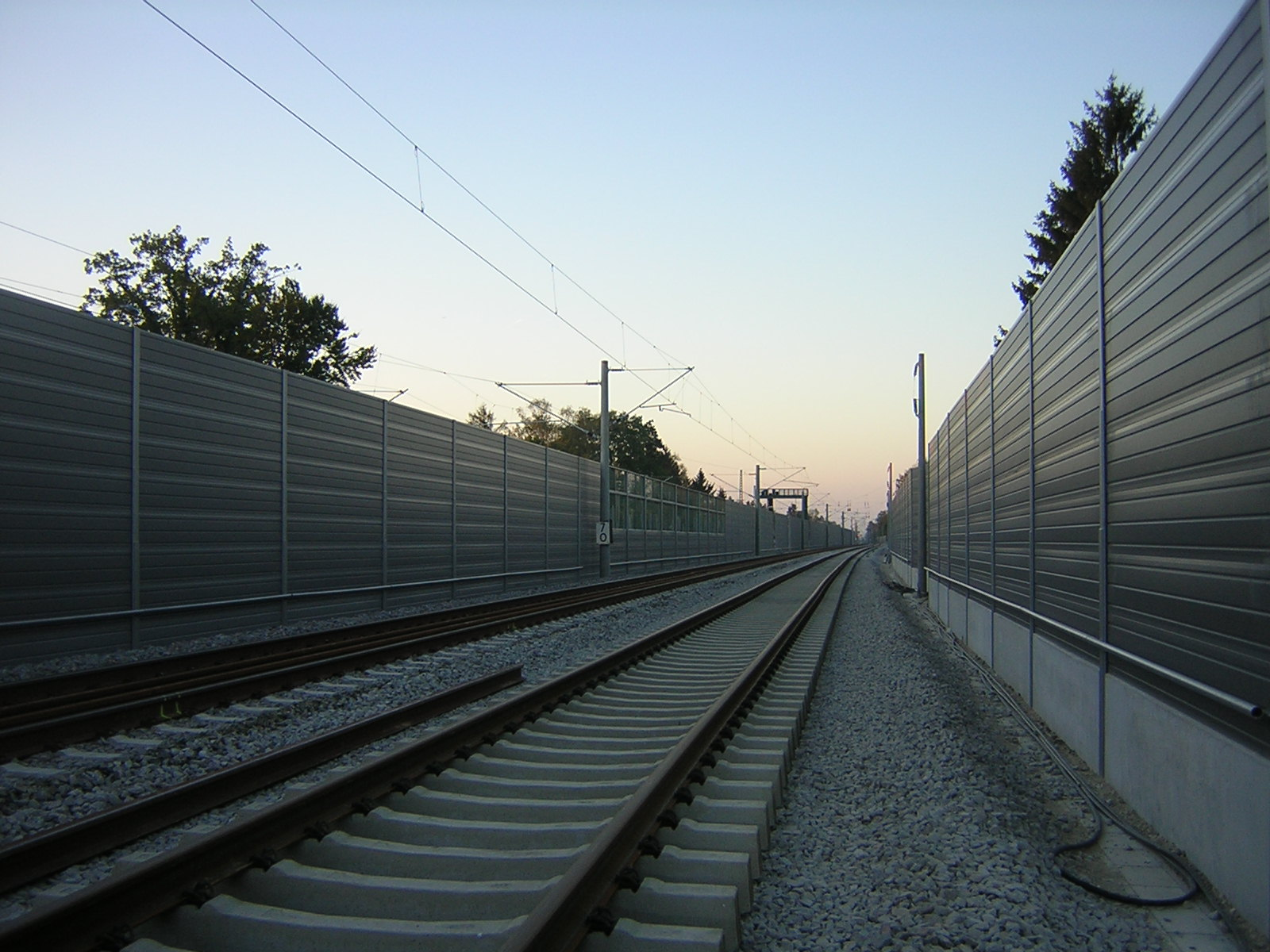
Hohe, beidseitige Lärmschutzwände am Beginn des Schnellfahrabschnitts in München-Obermenzing (2005)

Die Strecke ist für Fahrgeschwindigkeiten von 110 bis 200 km/h zugelassen (im westlichen Streckengleis des Kirchberg-Tunnel 80 km/h). Der Oberbau ist in herkömmlicher Schotterbauweise errichtet und nimmt sowohl Holz- als auch Betonschwellen auf. Eine Ausnahme bildet hier lediglich der Tunnel Esslingerberg; er wurde bis Anfang 2006 für 19 Millionen Euro komplett saniert und im Rahmen dieser Arbeiten mit Fester Fahrbahn ausgestattet.
Die letzten zwei höhengleichen Bahnübergänge auf der Ausbaustrecke bei Reichertshofen (km 71,5) sowie im Südkopf des Bahnhofs Pfaffenhofen (km 48,8) wurden in den Jahren 2013 und 2014 durch Eisenbahnüberführungen ersetzt. Insgesamt wurden 43,2 Kilometer Schallschutzwände mit Höhen zwischen 1,5 und 5,0 Meter über Schienenoberkante planfestgestellt.
Die Ausbaustrecke ist durchgehend mit H/V- bzw. Ks-Signalen ausgerüstet, zwischen den Strecken-km 6,8 und 38,7 ferner mit LZB. Der südliche Abschnitt der Strecke, zwischen Ingolstadt Hbf und München Hbf – jedoch ohne den Bahnhof Reichertshausen –, wird seit 2006 über ein Elektronisches Stellwerk aus der Betriebszentrale München heraus gesteuert, ebenso wie die noch vorhandenen Relaisstellwerke Dachau und Allach. Der zuvor örtlich besetzte Bahnhof Reichertshofen wurde durch die Verschwenkung der Trasse aufgelassen, der neugeschaffene Bahnhof Baar-Ebenhausen wird seit 2011 ebenfalls aus der Betriebszentrale München gesteuert. Der Bahnhof Pfaffenhofen wurde 2021 auf das Elektronische Stellwerk umgeschaltet. Der Rest der Strecke (München Hbf, Reichertshausen, Ingolstadt Hbf, Gaimersheim, Eichstätt Bahnhof (steuert Tauberfeld), Solnhofen, Treuchtlingen) wird von Stellwerken entlang der Trasse durch örtliche Fahrdienstleiter kontrolliert. Zur Kommunikation zwischen Zug und Fahrdienstleitern wird seit Juni 2007 durchgehend GSM-R verwendet.

## Verkehr
Die Strecke wird im Personenverkehr durch die stündliche Regionalbahnlinie München–Ingolstadt–Treuchtlingen bedient, die zweistündlich bis Nürnberg verlängert wird. Bis 2013 fuhren die bis Nürnberg durchgebundenen Züge als Regional-Express. Auf dem Abschnitt München–Ingolstadt verkehren außerdem der München-Nürnberg-Express sowie Züge des Fernverkehrs. Zur Hauptverkehrszeit verkehren einige Regionalzüge der Bayerischen Regiobahn (BRB) zwischen Ingolstadt und Eichstätt. Der nördliche Abschnitt hatte vormals große Bedeutung im Fernverkehr, mittlerweile wurden jedoch viele Züge eingestellt bzw. seit 27. Mai 2006 über die Schnellfahrstrecke Nürnberg–Ingolstadt geleitet. Bis zu seiner Einstellung im Dezember 2010 verkehrte das EuroNight-Zugpaar EN 482/483 München–Kopenhagen–München noch über Ingolstadt–Treuchtlingen, weil die Wagen dieser Fernzüge nicht die erforderliche Zulassung für die Schnellfahrstrecke hatten. Derzeit nutzen im Fernverkehr nur noch Auto- und Saisonzüge die Strecke.
Im Güterverkehr kommt der Strecke eine große Bedeutung zu. Sie ist eine wichtige Verbindung im Nord-Süd-Verkehr für Güterzüge aus Richtung und nach Ingolstadt sowie für Verkehre aus Richtung Würzburg/Nürnberg und weiter in Richtung München.

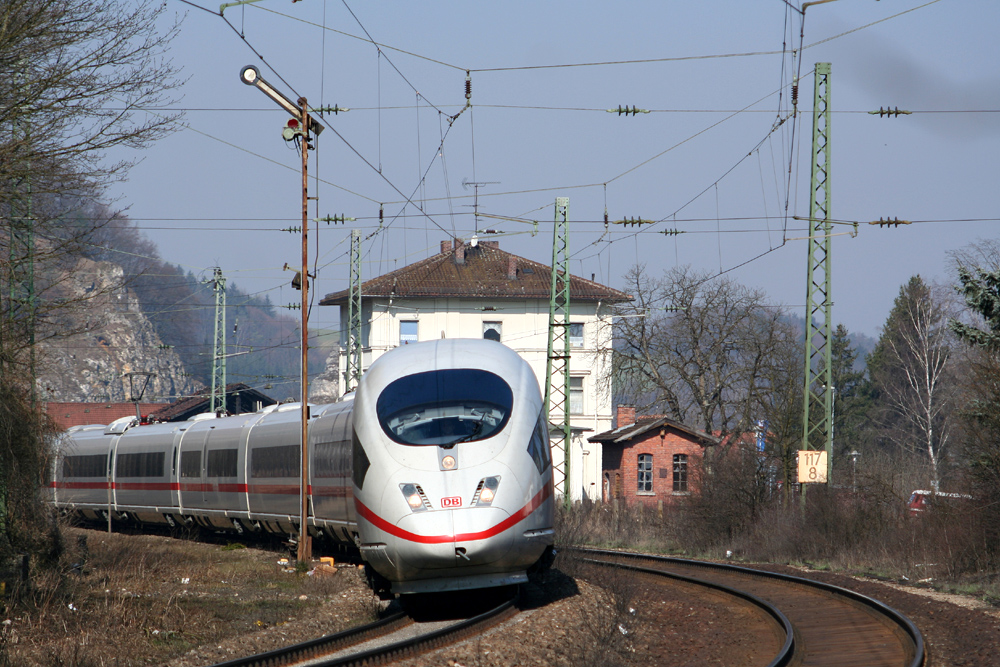
ICE3 bei Dollnstein (2006)
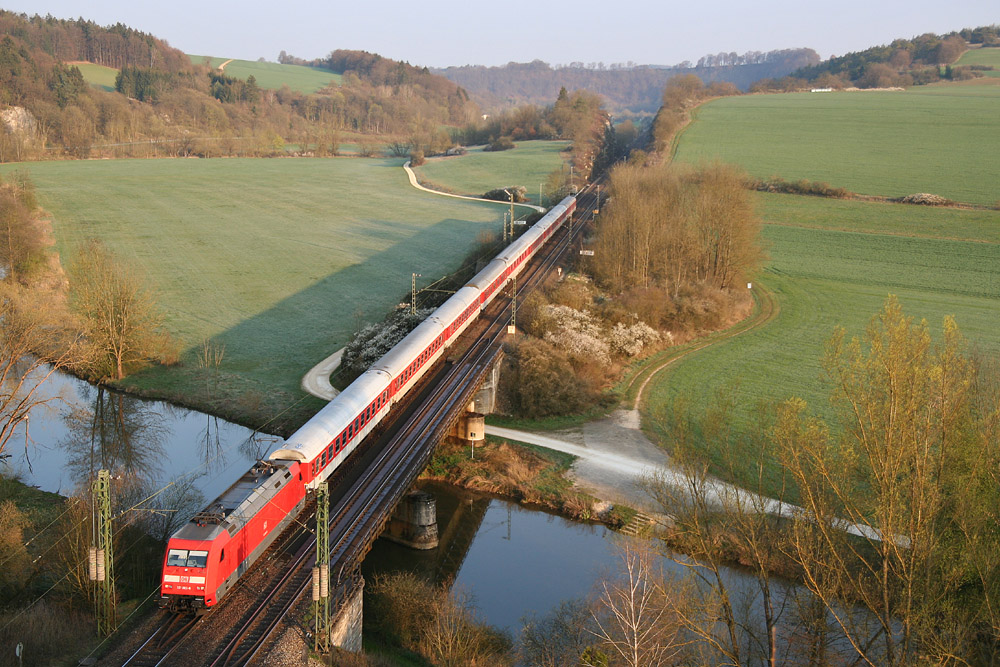
EuroNight 483 Kopenhagen–München bei Dollnstein (2007)
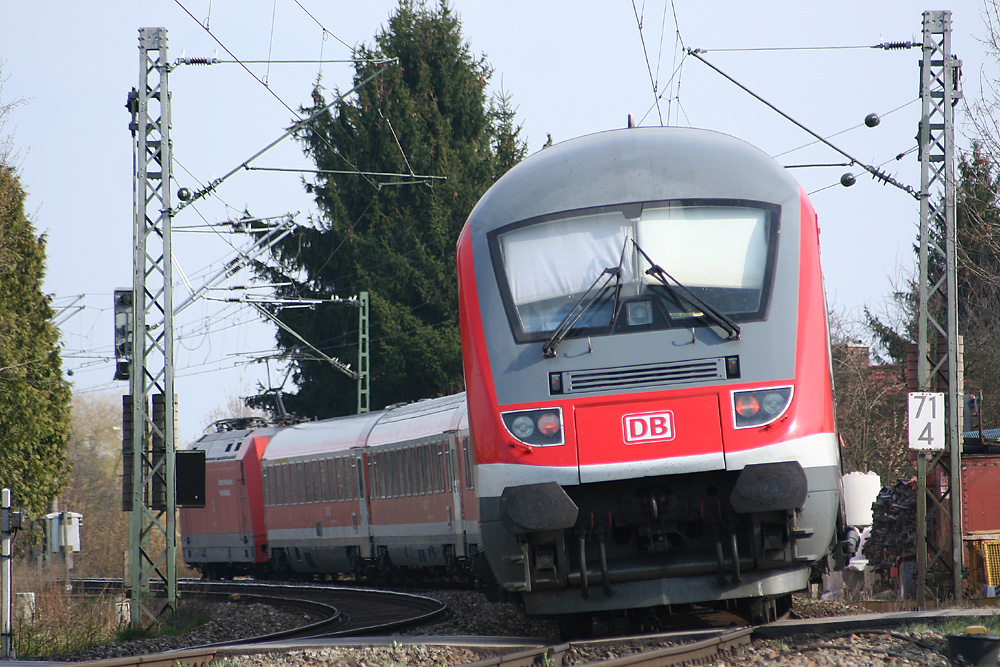
München-Nürnberg-Express bei Reichertshofen (2007)
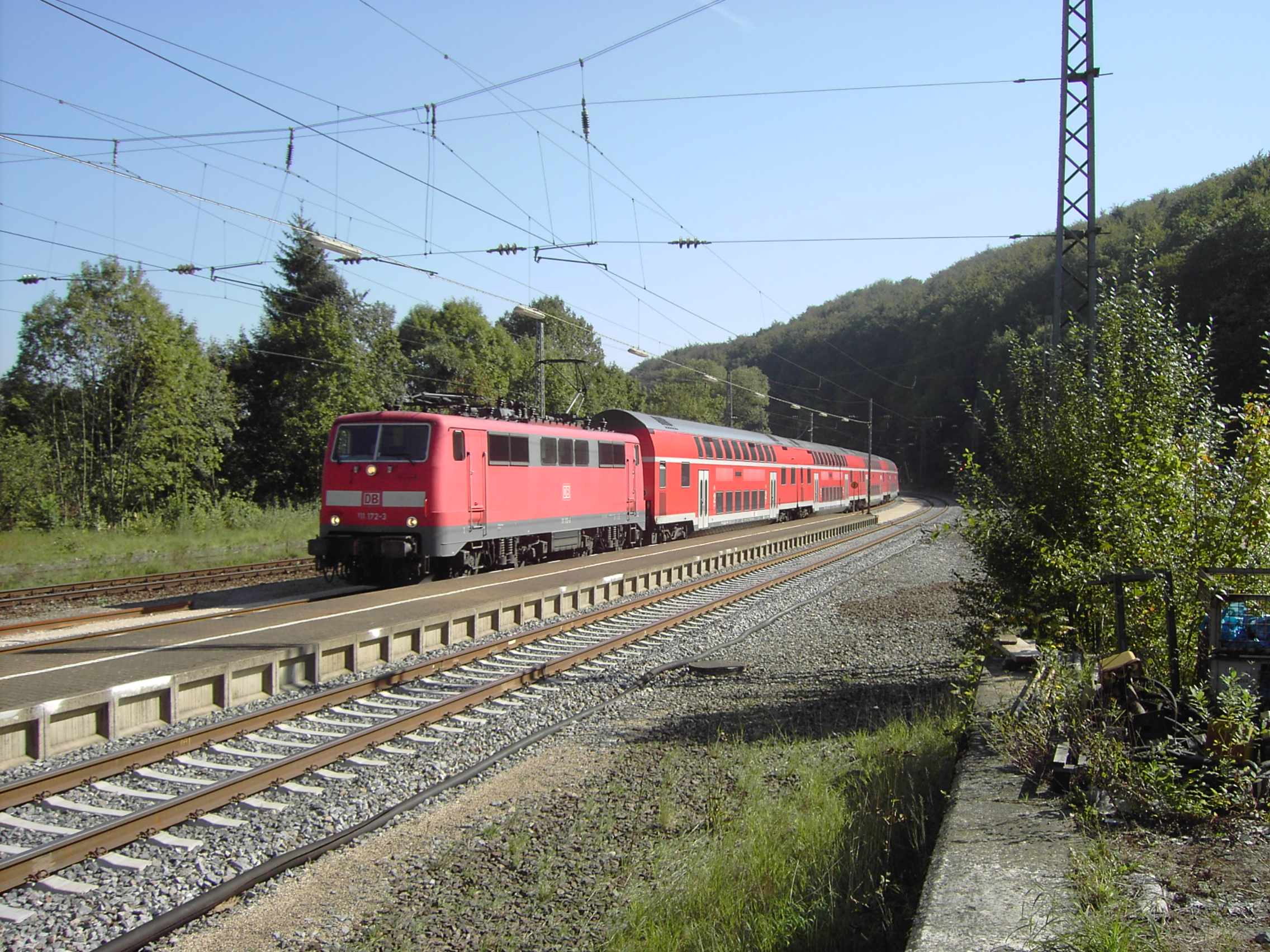
Regionalexpress in Solnhofen (2006)

Das Betriebsprogramm 2009 sah eine Belastung von rund 125 Zügen je Tag und Richtung vor, darunter 43 Fern-, 37 Nahverkehrs- und rund 45 Güterzüge. Für 2015 werden, insbesondere durch den dann verstärkt über Augsburg laufenden Güterverkehr, rund 109 (Richtung Süden) bzw. 120 Züge (Richtung Norden) pro Tag erwartet.

## Unfälle

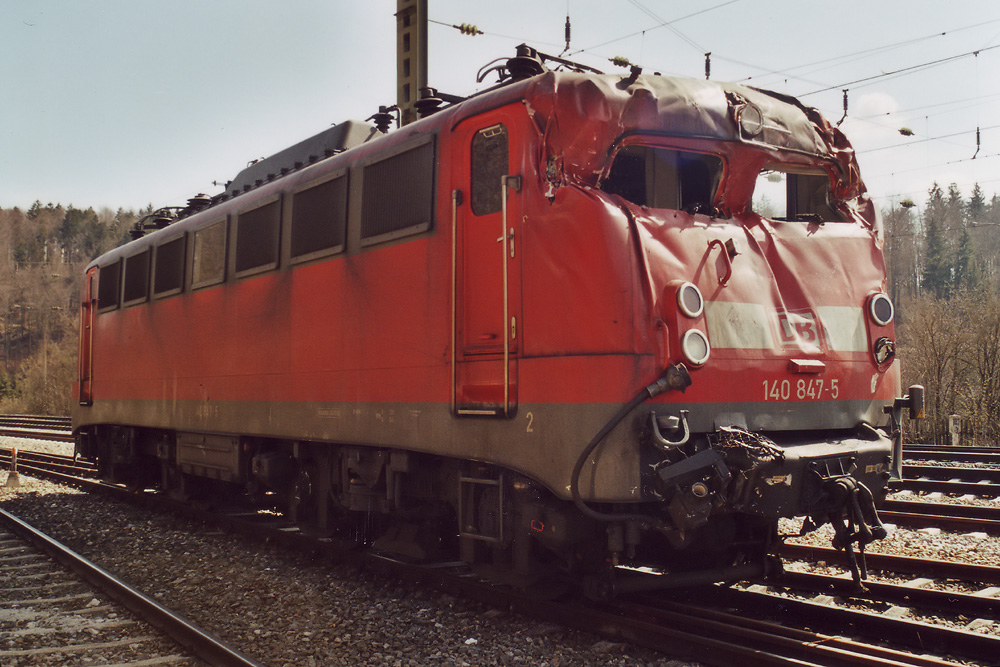
Die beschädigte 140 847 wurde nach dem Unfall vom 14. April 2004 in Eichstätt Bf vorübergehend abgestellt

Ein Eisenbahnunfall ereignete sich am 8. März 1981 im Bahnhof Tauberfeld. Damals fuhr E 3238 (München–Nürnberg) im Bereich des Bahnhofs dem fälschlicherweise angefahrenen und so mangels Schutzweiche aufs Durchgangsgleis gelangten Güterzug Dg 78124 in die Flanke. Der Lokführer des E 3238 wurde getötet, 32 Personen wurden zum Teil schwer verletzt. Es entstand ein Sachschaden von 5,9 Mio. DM.
Ein weiterer Zusammenstoß ereignete sich am 14. April 2004, als im Bereich des Haltepunkts Dollnstein ein Güterzug auf einen weiteren, stehenden Güterzug auffuhr, der zahlreiche Kraftfahrzeuge transportierte. Die hinteren beiden Wagen des stehenden Güterzuges wurden dabei aus den Gleisen gehoben und beschädigten die Oberleitung. Der Lokführer des auffahrenden Zuges wurde leicht verletzt, es entstand ein Sachschaden von etwa 2 Mio. Euro. Grund für den Unfall war ein falsch gestelltes Signal.
Am 17. November 2023 kam es zu einer Flankenfahrt zwischen einem ICE und einem Regionalzug im Bahnhof Reichertshausen, bei der sieben Personen leicht verletzt wurden. Der Regionalzug, der auf dem Überholgleis am Bahnsteig halten sollte, kam wegen zu geringer Bremswirkung nicht rechtzeitig zum Stehen, sondern überfuhr das haltzeigende Ausfahrsignal. Da der Fahrdienstleiter den Durchrutschweg bereits hilfsweise aufgelöst hatte, konnte er die Fahrt des ICE durch den Bahnhof zulassen, sodass es zur Kollision kam.